# جورج سيدني مارشال
جورج سيدني مارشال (بالإنجليزية: George Sidney Marshall)‏ سياسي أمريكي، ولد في 1869 بكولومبوس التي أصبح فيما بعد عمدتها الثامن والثلاثين بعد أن تم انتخابه سنة 1909.
تخرج مارشال من جامعة ولاية أوهايو بعدما حضّر لدرجته الجامعية وشهادة القانون. ككاتب، كتب جورج «تاريخ الموسيقى في كولومبوس أوهايو» وكتب كذلك «عائلة دانييل مارشال مع رسم من عائلة هارون مارشال» في أبريل 1949. توفي بعدها عام 1956، من الناحية السياسية كان مارشال عضواً نشطاً في الحزب الجمهوري.
| المناصب السياسية       | المناصب السياسية              | المناصب السياسية   |
| ---------------------- | ----------------------------- | ------------------ |
| سبقه تشارلز أنسون بوند | عمدة مدينة كولومبوس 1910-1911 | تبعه جورج جون كارب |